# Charles Alfred Weatherby
Charles Alfred Weatherby ( 1875 - 1949 ) fue un botánico y pteridólogo estadounidense
Ingresa a Harvard en 1893 concentrándose en el estudio de la literatura. Se gradúa summa cum laude en 1897 y sigue en Harvard otro año para obtener su A.M. en literatura. Poco después, sus padres se separan y su madre se muda a East Hartford; y él se va a vivir con ella. Por un periodo de cinco años (de 1899 a 1905), estuvo enfermo e imposibilitado de continuar estudios formales académicos o trabajar. Allí comenzó a interesarse en la botánica, uniéndose a la "Connecticut Botanical Society" y trabajando en un comité que compilaba la flora de Connecticut. Esa asistencia le permitió acceder al Herbario Gray, y pudo ser asistente voluntario en los veranos de 1908, 1909, 1911.
En 1910, acompaña a su madre a Europa. Estando allí, conoce a Una Lenora Foster, con quien comienza a cartearse. Una era artista, interesada en botánica, y trabaja con Weatherby en algunos de sus proyectos, convirtiéndose en una ilustradora botánica. Se casan el 16 de mayo de 1917, instalándose en East Hartford. Weatherby continuó su vida en East Hartford y haciendo trabajos part-time en el Herbario Gray. En 1928, fallece su madre, y al año siguiente se mudan a Cambridge (Massachusetts). Weatherby será asistente curador, y de 1937 a 1940 curador sénior. A su retiro en 1940 será investigador asociado del Herbario Gray, continuando hasta su deceso el 21 de junio de 1949 .
Trabajó mucho en gramíneas, pero decide concentrarse en helechos. Se une a la "American Fern Society" en 1912, siendo editor del "American Fern Journal", de 1915 a 1940, y presidente de la Sociedad de 1943 a 1944. Es probablemente más conocido como especialista en pteridófitas, aunque trabajó en otras áreas. Y también se involucró en la nomenclatura botánica: desde 1935 en el "International Botanical Congress" en Ámsterdam, él y Alfred Rehder se apuntan como los dos miembros estadounidenses en el "International Committee on the Nomenclature of Vascular Plants"; siendo seleccionado por W.H. Camp para estar en el "Comité de Nomenclatura" de la "American Society of Plant Taxonomists" en 1946; y fue vicepresidente de la "Sección de Nomenclatura" en el "1950 International Botanical Congress" de Estocolmo.

## Algunas publicaciones
- 1948. International Rules of Botanical Nomenclature... Compiled from Various Sources by W. H. Camp, H. W. Rickett and C. A. Weatherby. Unofficial Special Edition... Editor Mass. 120 pp.

- 1941. The Argentine Species of "Nothofaena".

- La abreviatura «Weath.» se emplea para indicar a Charles Alfred Weatherby como autoridad en la descripción y clasificación científica de los vegetales.[1]

## Fuente
- Foster, Una L. Weatherby. 1951. Charles Alfred Weatherby, a man of many interests. 189 pp.